# ژان گابن
ژان گابَن (به فرانسوی: Jean Gabin)‏ (۱۷ مهٔ ۱۹۰۴ – ۱۵ نوامبر ۱۹۷۶) بازیگر تئاتر و سینما و خواننده فرانسوی بود. گابن از چهره‌های اصلی و مهم تاریخ سینمای فرانسه در نظر گرفته می‌شود.
از مهم‌ترین نقش‌های او نقش ژان وال‌ژان در فیلم بینوایان است. آخرین فیلم‌های او دو مرد در شهر ساخته ژوزه جووانی و حکم ساخته آندره کایات است.

## گابن و جنبش رئالیسم شاعرانه

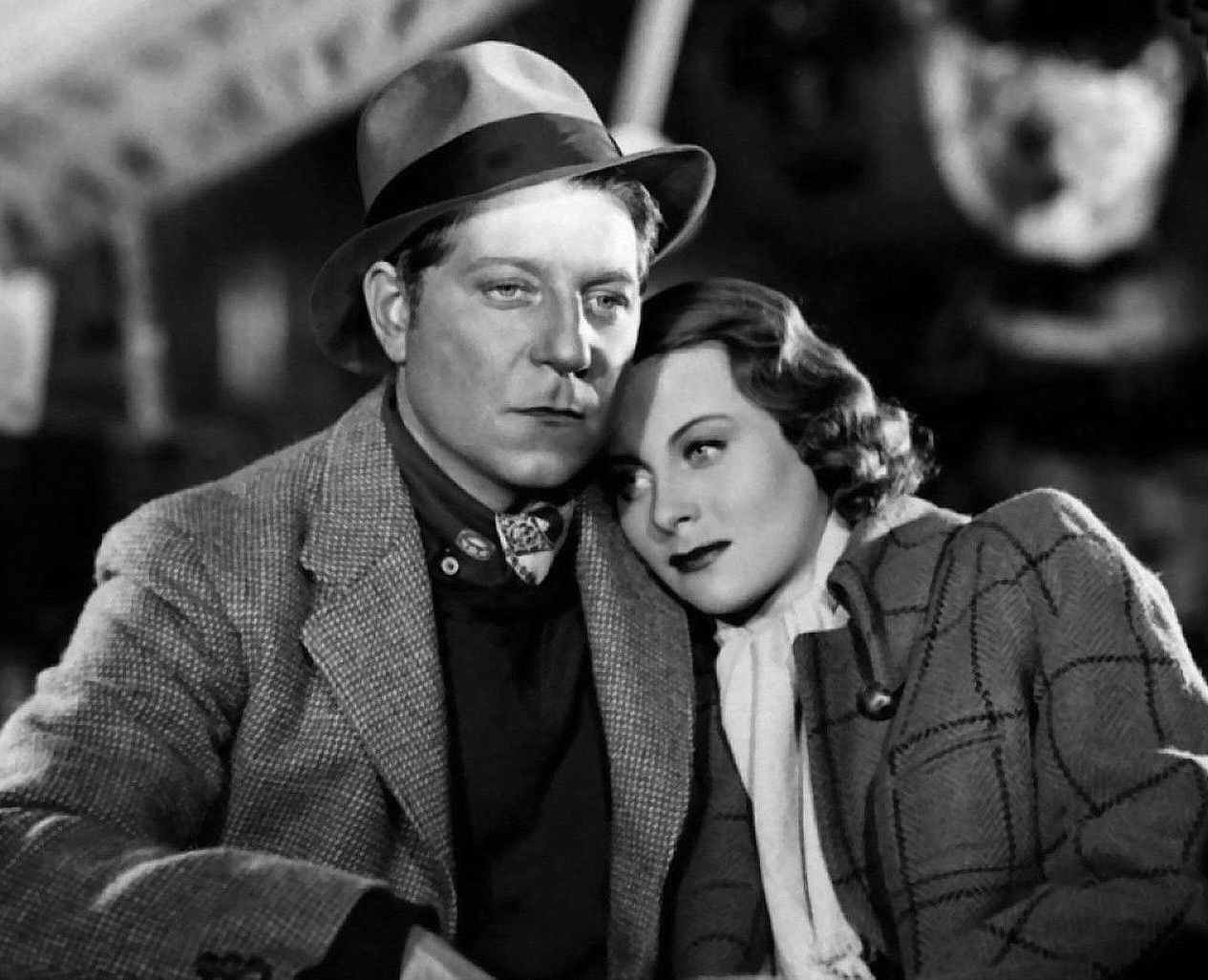
ژان در هنگام بازی در یکی از فیلم هایش

ژان گابن شمایل آرمانی قهرمان بی‌سرانجام فیلم‌های جنبش رئالیسم شاعرانه فرانسه بود. او در بسیاری از فیلم‌های این جنبش از جمله پی‌پی لو موکو اثر ژولین دوویویه، بندر مه آلود و روز می‌دمد به کارگردانی مارسل کارنه و توهم بزرگ اثر ژان رنوار ایفای نقش کرده‌است.
آندره بازن منتقد سرشناس فرانسوی در مقاله‌ای تحت عنوان سرنوشت ژان گابن، تصریح می‌کند که گابن در تمام فیلم‌هایش از جمله فیلم‌های رئالیستی-شاعرانه، به سرانجامی خشونت بار گرفتار می‌آید. بازن معتقد است که گابن در فیلم‌هایش به تاویل یک داستان از میان داستان‌های گوناگون نمی‌پردازد بلکه همیشه داستان خودش در کار است که باید پایانی غم‌انگیز داشته باشد.

## جوایز
ژان گابَن دو بار در سال‌های ۱۹۵۹ و ۱۹۷۱ موفق به دریافت جایزهٔ خرس نقره‌ای از جشنواره بین‌المللی فیلم برلین شده‌است.

## گزیده فیلم‌شناسی
- تونل (۱۹۳۳)
- گلگتا (۱۹۳۵)
- آن‌ها پنج نفر بودند (۱۹۳۶)
- پی‌پی لو موکو (۱۹۳۷)
- توهم بزرگ (۱۹۳۷)
- بندر مه‌آلود (فیلم ۱۹۳۸)
- آب‌سنگ‌های مرجانی (۱۹۳۸)
- حیوان آدم‌نما (۱۹۳۸)
- روز برمی‌آید (۱۹۳۹)
- دیوارهای مالاپاگا (۱۹۴۹)
- کن‌کن فرانسوی ۱۹۵۴
- ناپلئون (فیلم ۱۹۵۵)
- بینوایان (۱۹۵۸)
- رئیس‌جمهور (۱۹۶۱)
- میمونی در زمستان (۱۹۶۲)
- هر شماره‌ای می‌تواند برنده باشد (۱۹۶۳)
- خالکوبی (۱۹۶۸)
- دسته سیسیلی‌ها (۱۹۶۹)
- دو مرد در شهر (۱۹۷۳)
- حکم (۱۹۷۴)

## نگارخانه

ژان گابن در وسط تصویر، لینو ونتورا چپ و آلن دلون راست. رم ۱۹۶۹.
پشت صحنه فیلم دسته سیسیلی‌ها